# إيوان كريستيان

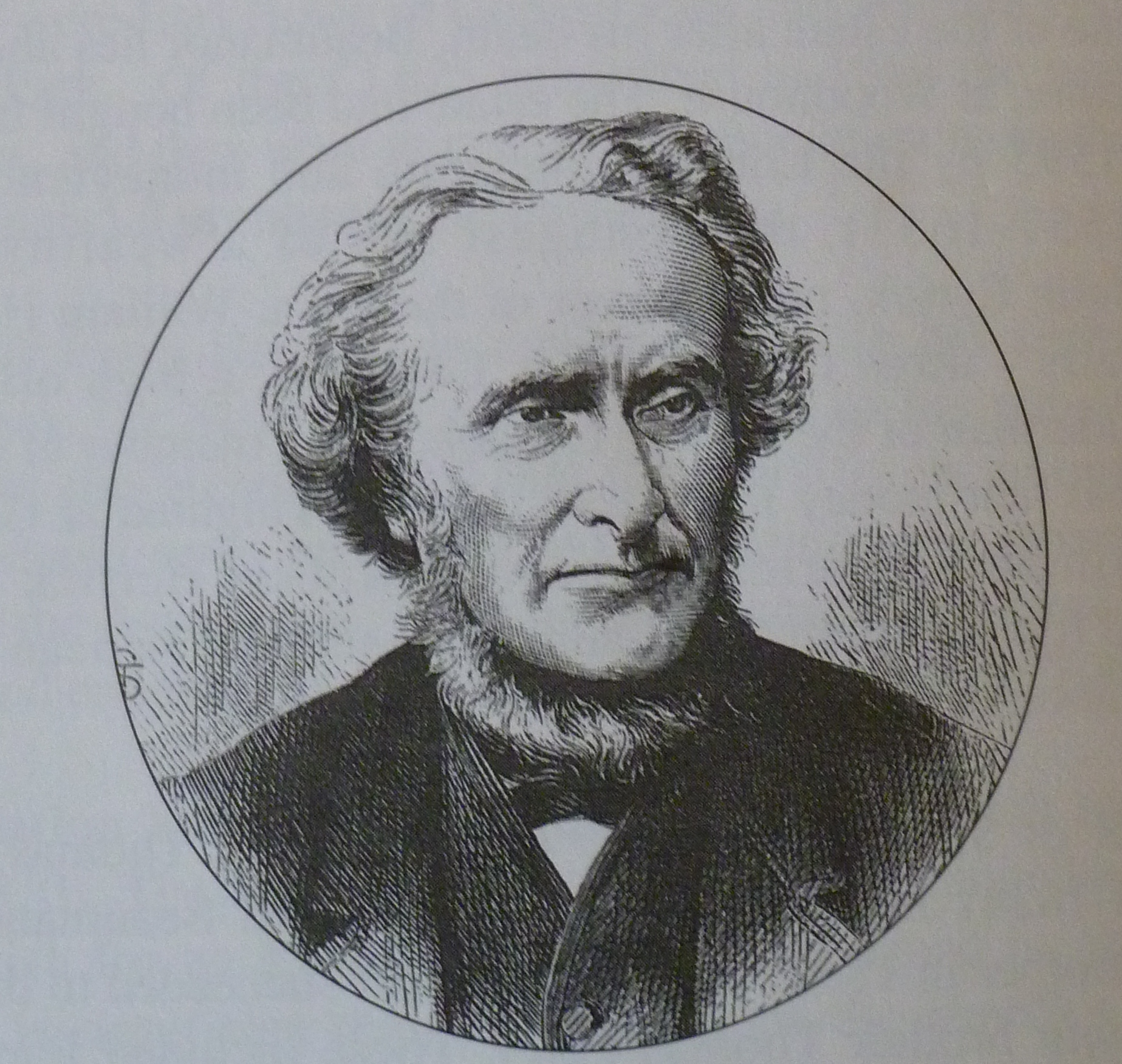
إيوان كريستيان

إيوان كريستيان (1814-1895)، مهندس معماري بريطاني. اشتهر بتصميم كاتدرائية كارلايل ومعرض الصور الوطني. حصل على الميدالية الذهبية الملكية في عام 1887.

## حياته

### معرض الصور الوطني
اشتهر إيوان كريستيان بتصميم معرض الصور الوطني (1890–1895) في ساحة سانت مارتن بلندن، شمال ميدان ترافالغار مباشرةً. المبنى، المواجه لحجر بورتلاند، ليس نموذجًا لعمله، بُني قرب نهاية حياته، وجرى الانتهاء منه بعد وقت قصير من وفاته. كان كريستيان اختيارًا غير متوقع ومثيرًا للجدل لمثل هذه اللجنة وعُيّن من قبل المانح للمبنى الجديد، دبليو إتش ألكسندر (1832–1905). في خريف عام 1889، شرع المهندس المعماري في جولة دراسية في المتاحف القارية والمعارض الفنية لإعداد نفسه لهذه المهمة، وهو مشروع مرهق تضمن زيارات إلى بروغ وغنت وأنتويرب وأمستردام وبرلين وفرانكفورت وكاسل ودريسدن.
اضطر كريستيان لمطابقة النمط اليوناني الكلاسيكي للمعرض الوطني (الذي بناه ويليام ويلكنز 1778-1839 في عام 1838)، لكنه قدم تصميمًا أصليًا لافتًا للنظر للجزء الشمالي الرئيسي باتجاه تشارينغ كروس رود على أساس أسلوب قصر النهضة الفلورنسي. يحتوي الطابق الأول من هذه الكتلة على نوافذ كبيرة مستديرة الشكل تحمل تماثيل نصفية في صورة دائرية للرسامين والنحاتين والآثار والمؤرخين المشهورين، بما في ذلك هانز هولبين، والسير بيتر ليلي، والسير أنتوني فان ديك، والسير جودفري كنيلر، والسير جوشوا رينولدز، والسير توماس لورانس وويليام هوغارث ولويس فرانسوا روبيلياك والسير فرانسيس شانتري وهوراس والبول. يوجد فوق الأبواب الأذرع الملكية التي نحتها فريدريك سي توماس (من 1892 إلى 1901) الذي كان مسؤولًا أيضًا عن التماثيل النصفية.

### النشأة
وُلد كريستيان في ماريليبون، لندن، في 20 سبتمبر من عام 1814، كان السابع من بين تسعة أطفال. جاء والده جوزيف كريستيان (المتوفى عام 1821) من عائلة نبلاء قديمة في جزيرة مان، كان جده توماس كريستيان (توفي عام 1770)، رئيس جامعة كروستويت في كمبرلاند. شغل العديد من كبار أعضاء العائلة مناصب مهمة. كانوا يعيشون في ميلن تاون على الجزيرة وكان لديهم عقارات في كمبرلاند، لا سيما في إيوانريغ هول (هُدم عام 1903) بالقرب من ماري بورت. إيوان هو اسم معروف في العائلة. كان فليتشر كريستيان (1764 - 1793)، المتمرد الشهير لسفينة إتش إم إس باونتي، من العائلة أيضًا، وينحدر من سلالة رفيعة المستوى. كانت والدة إيوان كريستيان كاثرين سكيلز، من ثويتهيد في لانكشاير. توفي والدا المهندس المعماري عندما كان يبلغ من العمر سبع سنوات، وبعد ذلك عاش مع أجداده في مورتليك، ثم بعد وفاة جده، عاش مع أخيه الأكبر، جون، في شارع ويغمور في مارليبون. تلقى تعليمه في المدرسة الإعدادية في هيرتفورد ثم في المدرسة الرئيسية في شارع نيوغيت، لندن. في عيد ميلاده الخامس عشر، كما التحق أيضًا بمدارس الأكاديمية الملكية.
في عام 1836 انضم كريستيان فترة وجيزة للعمل كمساعد لمكتب ويليام رايلتون (1801-1877). بعد جولة دراسية في إيطاليا عام 1837، ذهب كريستيان إلى مكتب جون براون (1806-1876) في نورويتش وأشرف على بناء كنيسة براون سانت مارغريت في لي في لويشام. في عام 1841 قام بتصميم أول مبنى مستقل له، بنك مارليبون للتوفير. بين عامي 1841 و1842 شرع كريستيان في جولة دراسية طويلة بصحبة المهندسين المعماريين الشباب الآخرين الذين ظلوا أصدقاء مدى الحياة وبعد ذلك أسس ممارسته المعمارية الخاصة في أكتوبر 1842 في 44 بلومزبري سكوير، لندن، حيث عاش هناك أيضًا. عند زواجه عام 1848 من آني بينثام (1814-1913)، أقام كريستيان عند أحد أقربائه الفيلسوف جيريمي بنثام، في ضواحي شمال لندن بينما كان يواصل عمله في بلومزبري.

### مساره المهني
أصبح كريستيان واحدًا من أكثر الرجال احترامًا ونجاحًا في مهنته وكان يحظى بتقدير كبير من قبل العديد من المهندسين المعماريين البارزين في العصر الفيكتوري. أصبح العديد من الأصدقاء الشخصيين، ولا سيما صموئيل ساندرز تيولون (1812-1873) الذي عاش أيضًا في هامبستيد وصمم تحفته كنيسة سانت ستيفن هناك، وهوراس جونز (1819-1887) مهندسًا لاحقًا لمؤسسة مدينة لندن (كلاهما كانا رفقاء في الجولة القارية في 1841-1842) الذي حصل على لقب فارس وصمم سوق سميثفيلد للحوم وسوق بيلينغسغيت للسمك وسوق ليدنهول.
كان التقدم الوظيفي للمهندس المعماري مثيرًا للإعجاب. إذ عُيَّن زميلًا في المعهد الملكي للمهندسين المعماريين البريطانيين عام 1840 ثم في عام 1850 عن عمر يناهز 36 عامًا. شُكّلت هيئة RIBA، وهي هيئة وطنية مرموقة من المهندسين المعماريين، في عام 1834 للنهوض بالمهنة والعاملين فيها. انتُخب كريستيان نائبًا لرئيس المعهد في عام 1880 وبلغ ذروة حياته المهنية عندما شغل منصب رئيس الهيئة من 1884 إلى 1886 وحصل على الميدالية الذهبية الملكية للمعهد في عام 1887. خلال حياته المهنية الطويلة، كان كريستيان مهندسًا معماريًا مشغولًا ومنتجًا للغاية، حيث أنتج أكثر من 2000 عمل، معظمها لكنيسة إنجلترا.  أجرى نحو 1300 ترميم وإضافات للكنائس في جميع أنحاء إنجلترا وويلز، وبنى نحو 90 كنيسة جديدة كاملة، بالإضافة إلى بناء وترميم وإضافة العديد من الكنائس والعمادات وقصور الأساقفة. جرى تنفيذ الكثير من أعماله الكنسية، ولا سيما الترميمية التي يبلغ عددها 880، بصفته مهندس معماري للمفوضين الكنسيين، وهو منصب مؤثر للغاية عُيّن فيه عام 1851 وشغله حتى وفاته في عام 1895. على هذا النحو، منحه ذلك سيطرة كبيرة على تشييد وترميم العديد من المباني للكنيسة المؤسسة في جميع أنحاء البلاد في وقت حرج لتوسيع الكنيسة وتطويرها في بريطانيا الفيكتورية. عند تعيينه، قام كريستيان بنقل أعماله إلى مقر المفوضين في وايتهول بليس، وستمنستر، ثم قام فيما بعد بتحويل الأماكن المجاورة إلى مكاتب للعمل عندما احتاج المفوضون إلى مساحة أكبر. إذ كان عليه أن يبقى هناك لبقية حياته وخلال هذا الوقت، بالإضافة إلى أعمال البناء والترميم، أنتج آلاف التقارير حول تصاميم مباني كنيسة إنجلترا التي قُدّمت إلى المفوضين الكنسيين للموافقة عليها.
أدى عمل كريستيان المبكر في الكنائس في الأربعينيات من القرن التاسع عشر بشكل مهم إلى بدايات هذا النجاح. بعد فترة وجيزة من تأسيس نفسه في بلومزبري سكوير، أنتج التصميم الفائز في مسابقة سانت جون الإنجيلي، هيلدينبورو، في كينت، كنيسته الأولى، التي اكتملت في عام 1844. والجدير بالذكر أن الكنيسة كانت على الطراز القوطي الإنجليزي المبكر المفضل لدى المسيحيين، وكانت مبنية من الحجر بنوافذ طويلة مدببة ومبنية على شكل كنيسة وعظية، وواسعة جدًا ومفتوحة وواسعة من الداخل، وتركز الانتباه على العظة أثناء القداس. يعكس هذا تفضيلات المسيحيين الخاصة والمعتقدات الراسخة، كونها كنيسة أنجليكانية.